# Joshua Cheptegei
Joshua Kiprui Cheptegei (født 12. september 1996) er en ugandisk atlet, der konkurrerer i langdistanceløb. 
Han blev juniorverdensmester på 10.000 meter i 2014 og  afrikansk juniormester på samme distance i 2015.
Han repræsenterede Uganda under sommer-OL 2020 i Tokyo og vandt guld på 5.000 meter og sølv på 10.000 meter.
Ved de olympiske lege i 2024 i Paris vandt Cheptegei guld i 10.000 meter-finalen i en ny olympisk rekord på 26:43.14.